# Manuel Reyes
Manuel Reyes López (Barcelona, 16 de mayo de 1976) es un abogado, economista y político español, alcalde de Castelldefels (Barcelona) desde 2023. Previamente, ya había ocupado la alcaldía entre 2011 y 2015. También ha sido diputado por la provincia de Barcelona en el Parlamento de Cataluña de 2012 a 2015.

## Biografía
Nacido en Barcelona el 16 de mayo de 1976, estudió Ingeniería en Telecomunicaciones, la diplomatura en ciencias empresariales y las carreras de ADE y Derecho por la Universidad Abierta de Cataluña. Además hizo un máster en asesoría fiscal y dirección tributaria en la Escuela de Administración de Empresas. Ha sido miembro del Colegio de Economistas de Cataluña, del Colegio de Abogados de Barcelona y del Colegio de Ingenieros Técnicos y Peritos de Telecomunicación de Cataluña.
En el ámbito político, está afiliado al Partido Popular y ha sido portavoz de su partido en el Área Metropolitana de Barcelona buscando soluciones para los municipios del área, además de consejero en el Consejo Comarcal del Bajo Llobregat.
En las elecciones municipales de 2011 fue cabeza de lista del PP en Castelldefels y consiguió hacerse con la alcaldía al ser primera fuerza con ocho concejales (de un total de 25), en un consistorio muy fragmentado.
En las elecciones al Parlamento de Cataluña de 2012 fue en las listas del PP como número 2 y consiguió un escaño por la provincia de Barcelona.
En las elecciones municipales de 2015 repitió como candidato y consiguió mantener los ocho concejales, con un crecimiento en votos, pero los pactos postelectorales lo dejaron fuera de la alcaldía, donde además poco después Castelldefels fue adherido a la Asociación de Municipios por la Independencia (AMI) Volvió a ganar las elecciones municipales de 2019 pero, de nuevo, los pactos entre otras fuerzas le alejaron del bastón de mando del municipio.
Finalmente, tras ganar las elecciones municipales de 2023 con doce concejales (el ayuntamiento se compone de 25 concejales), Reyes fue investido alcalde de Castelldefels por segunda vez el 17 de junio de 2023 tras conseguir el apoyo de los tres concejales de Somos Castelldefels.